# Vigo Madsen
Vigo Meulengracht Madsen, född 13 november 1889, död 17 juni 1979, var en dansk gymnast.
Madsen tävlade för Danmark vid olympiska sommarspelen 1908 i London, där han var en del av Danmarks lag som slutade på fjärde plats i lagmångkampen. Vid olympiska sommarspelen 1912 i Stockholm var Madsen med och tog brons i lagtävlingen i fritt system.
Hans bror, Hans Meulengracht-Madsen, tävlade i segling vid olympiska sommarspelen 1912 samt hans andra bror, Svend Madsen, tävlade i gymnastik vid olympiska sommarspelen 1920.